# Holidi

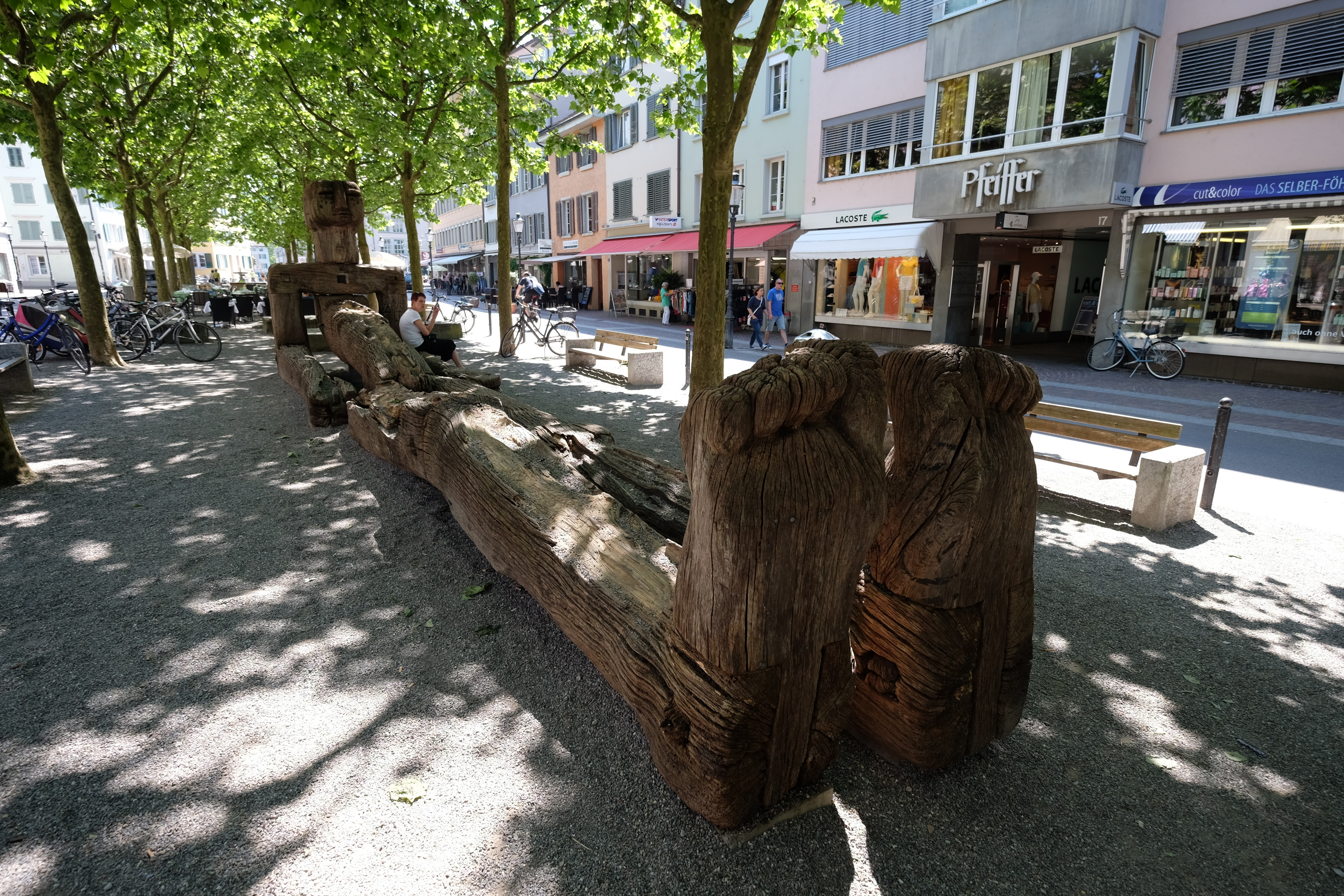
Holidi am Oberen Graben in der Winterthurer Altstadt, 2015

Holidi (Silbenwort für «homo lignum diligens», lat. «Mensch, der Holz liebt»), Elfmeter oder einfach Holzmaa, ist eine elf Meter lange Holzskulptur eines liegenden Mannes in Winterthur. Er lag 1986 bis 2015 an der Grabenallee und seit 2015 auf dem Friedhof Rosenberg.
Holidi wurde 1984 von Werner Ignaz Jans für die Lignum, Holzwirtschaft Schweiz aus über 20 Kubikmetern Eichenholz gefertigt. Er wurde zunächst in Lausanne, Basel und der Winterthurer Marktgasse ausgestellt, bevor er 1986 von der Stadt Winterthur erworben und in der Grabenallee permanent ausgestellt wurde. Anfangs wurde die Skulptur aufgrund ihrer Nacktheit empört aufgenommen und von der Bevölkerung auch als Pimmelmann bezeichnet. Er entwickelte sich jedoch schnell zu einem Wahrzeichen der Altstadt und war ein beliebtes Kletterobjekt für Kinder.
2013 begann der Stadtrat mit der Suche nach einer neuen Skulptur, die Holidi ersetzen sollte, da die Beschädigung durch Abnutzung und Verrottung zu stark war, um die Skulptur ein weiteres Mal renovieren zu können. Der Widerstand der Bevölkerung und die Versuche, den Holzmann zu retten, verhalfen ihm zu überregionaler Bekanntheit. Eine kommunale Volksinitiative forderte das «Fortbestehen von Holidi oder einen gleichwertigen Holzmenschen» und erreichte über 1100 Unterschriften, wurde aber vom Grossen Gemeinderat für ungültig erklärt und Holidi wurde am 10. September 2015 auf den Friedhof Rosenberg verlegt. An seiner Stelle wurde die Skulptur «Plaza» von Andreas Fritschi installiert.

## Galerie

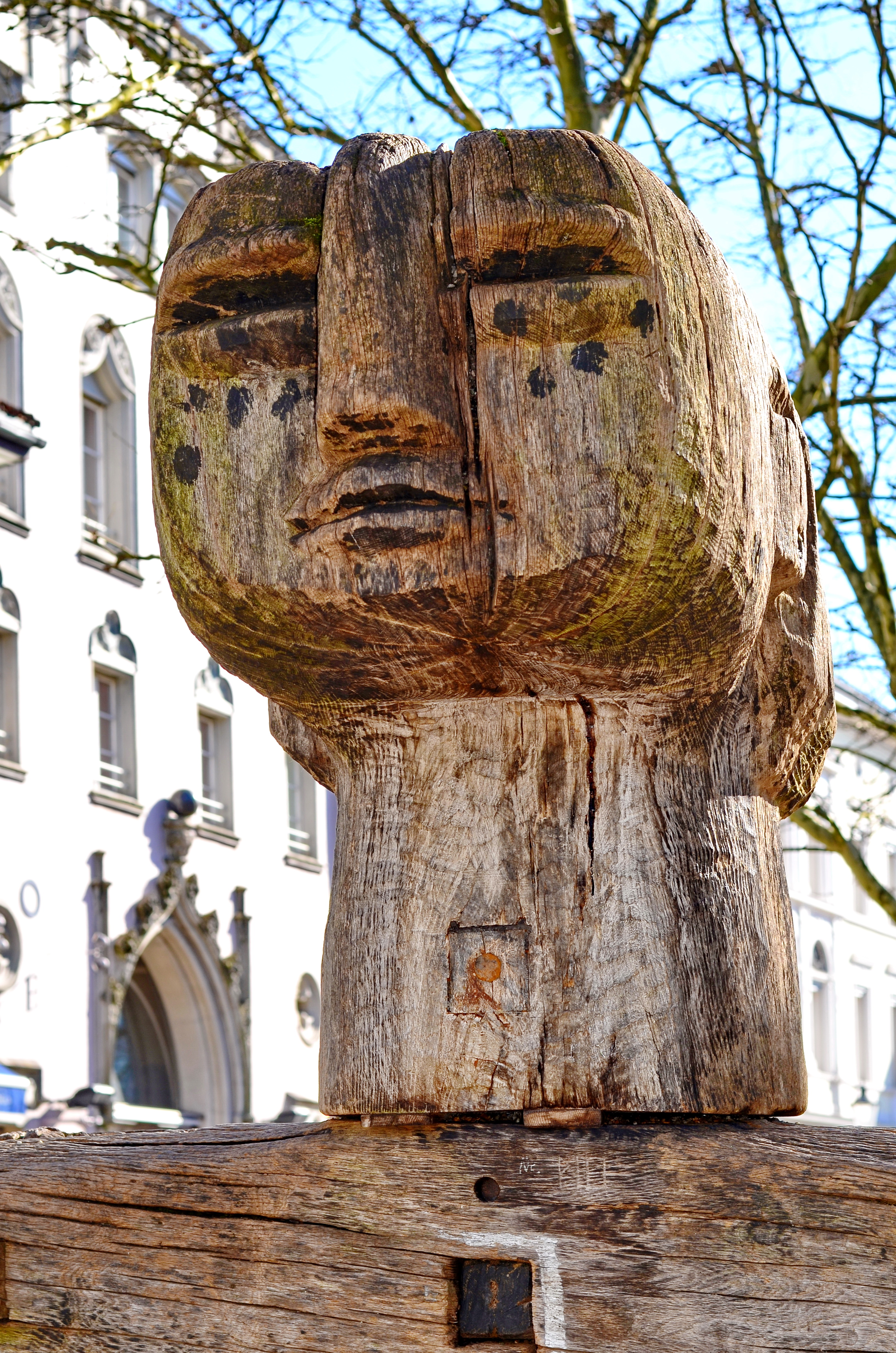
Detailansicht Kopf
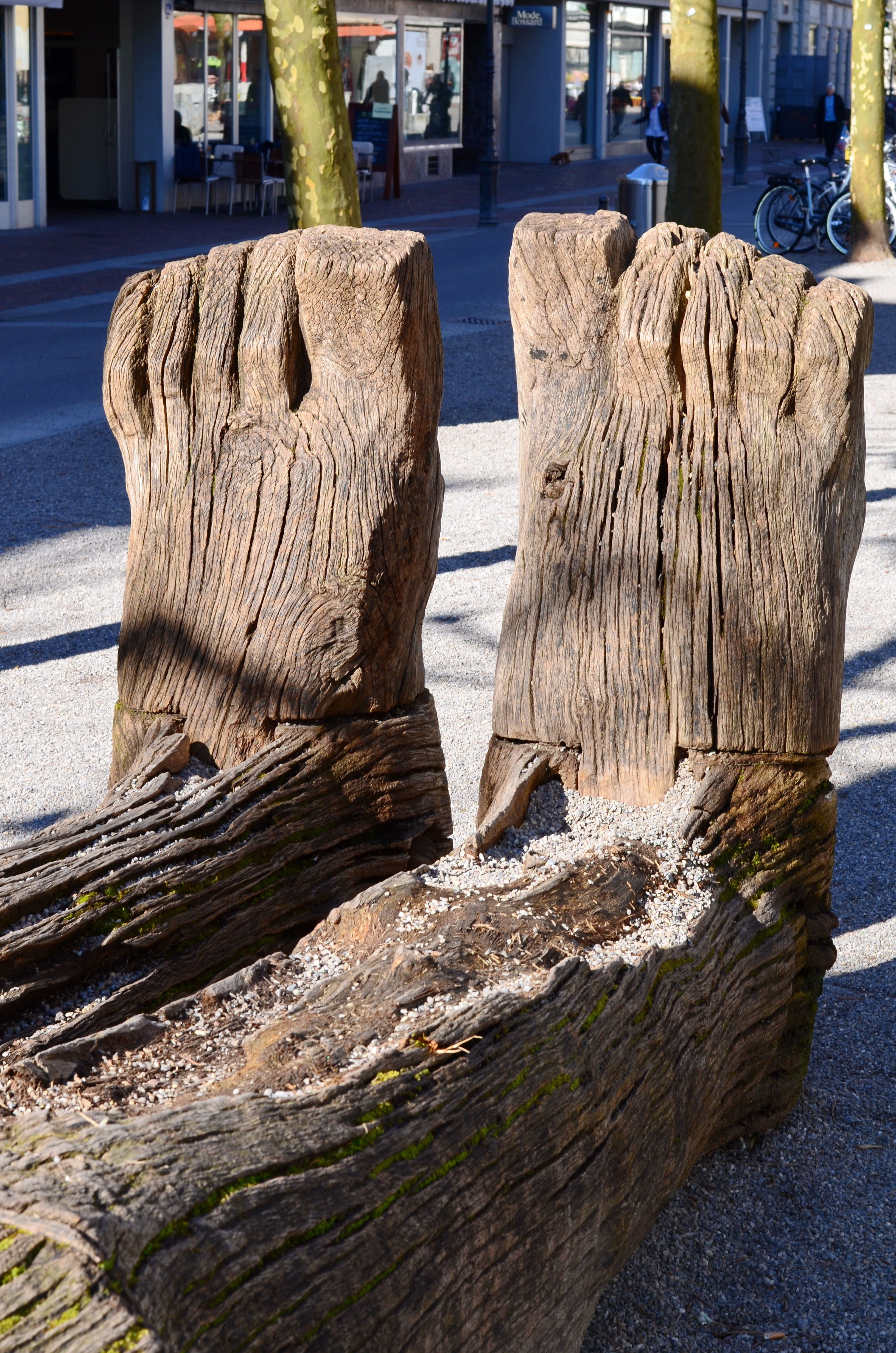
Detailansicht Füsse
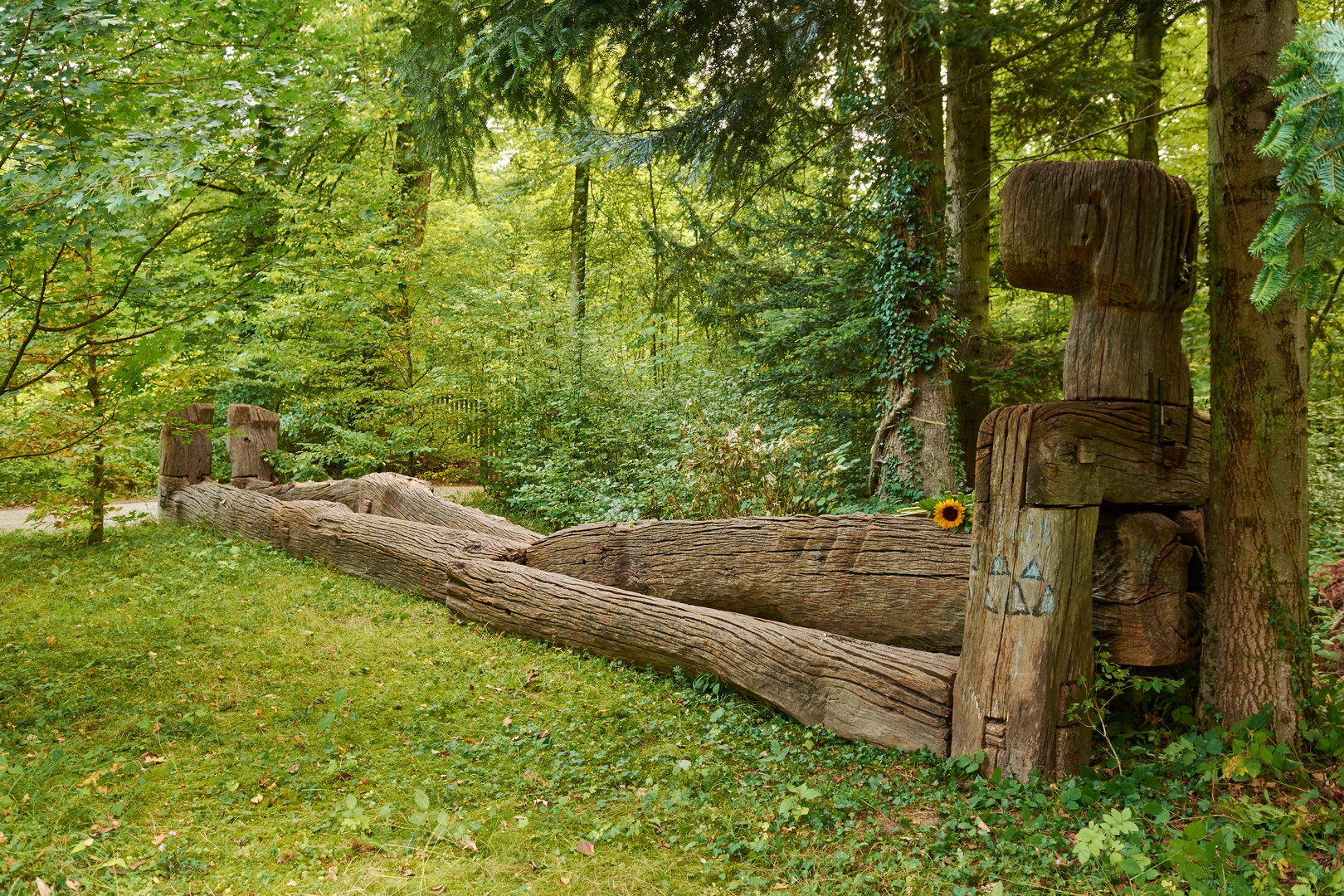
Holidi auf dem Friedhof Rosenberg
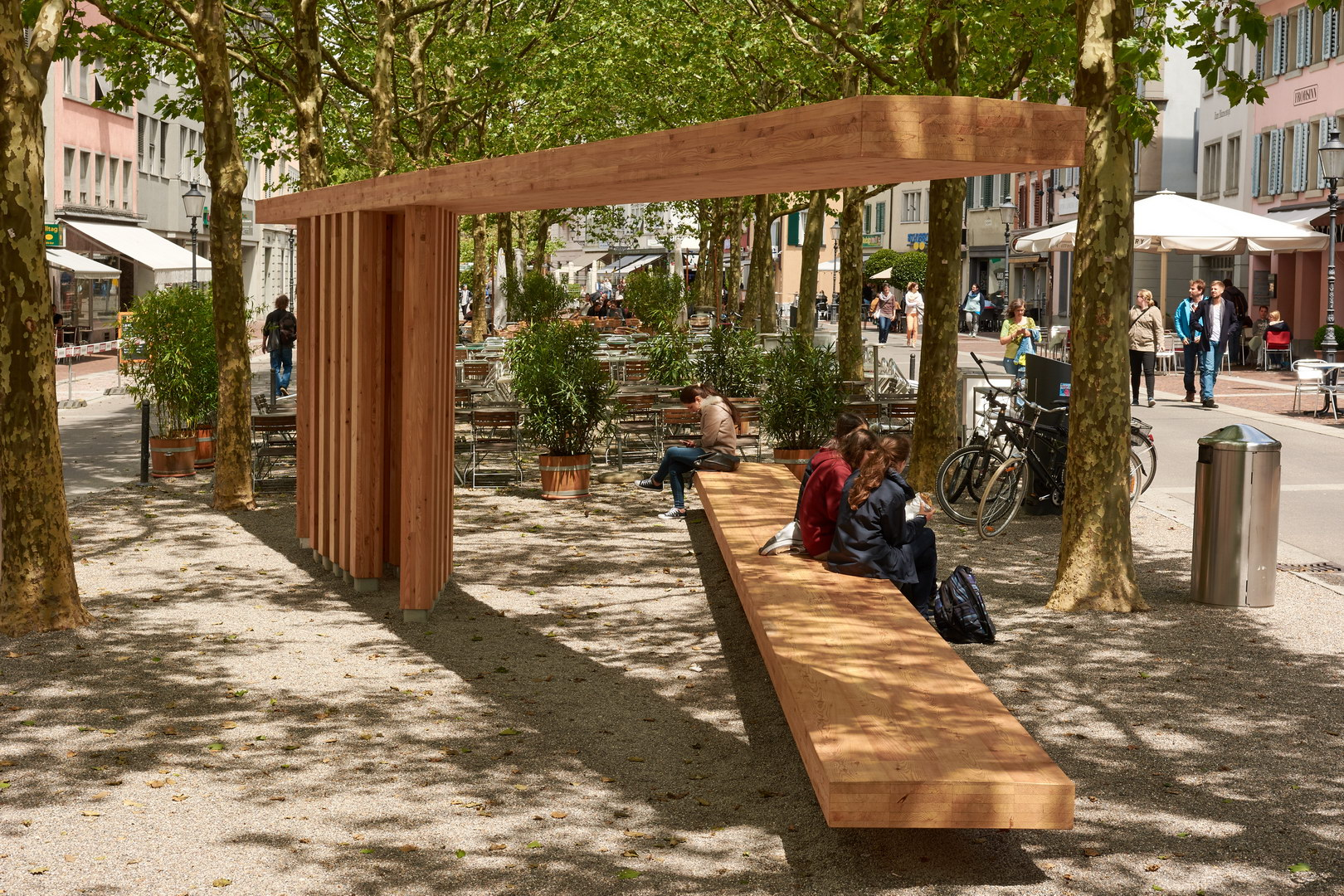
Plaza, seit 2016 Ersatz für Holidi